# Traveller (jeu de rôle)
Pour les articles homonymes, voir Traveller.

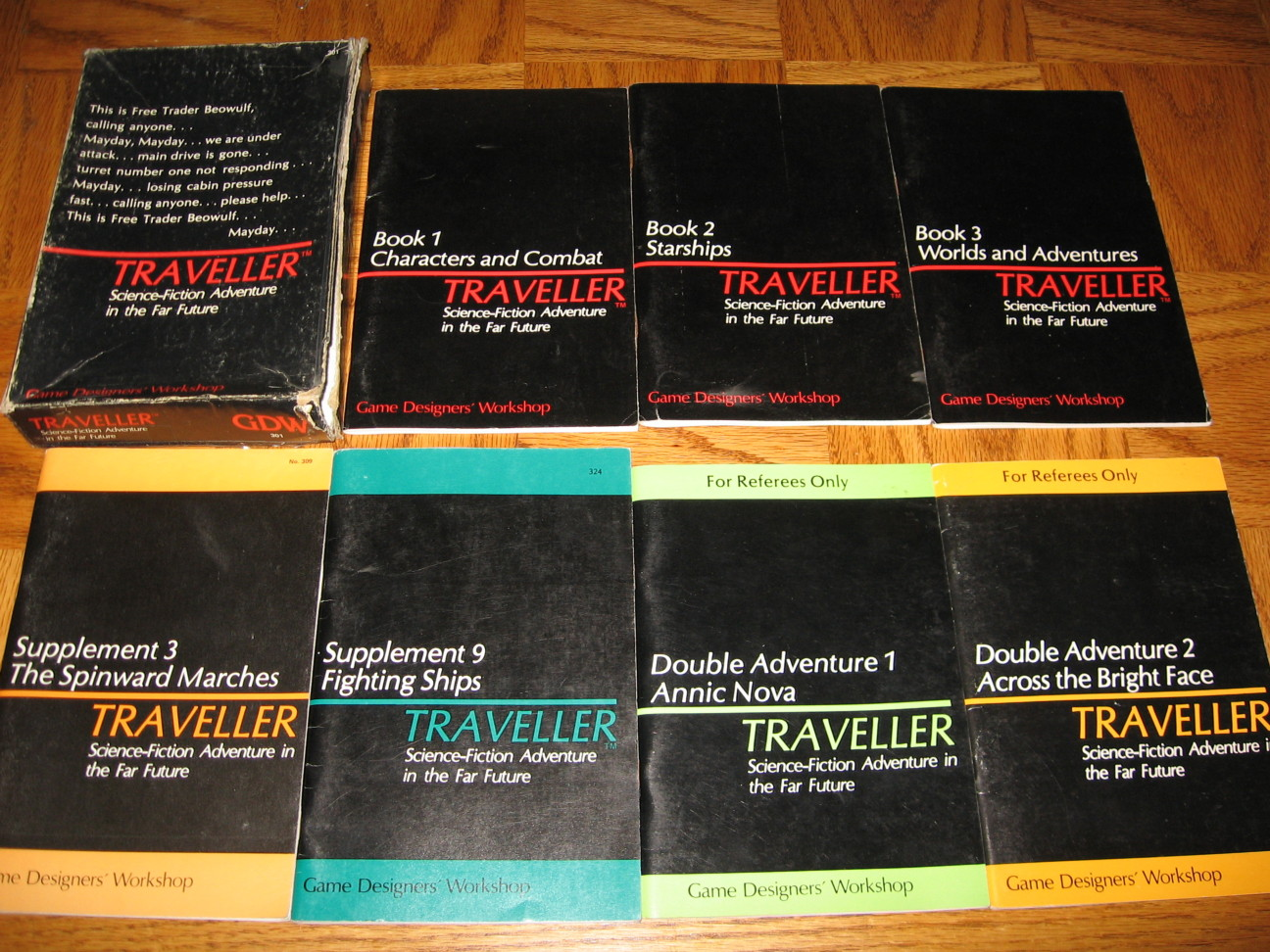
Coffret bien poli, règles du jeu et livres pour le jeu de rôle Traveller.

Traveller est un jeu de rôle dans le genre space opera, publié en 1977 par la compagnie aujourd'hui disparue Game Designers' Workshop (GDW). Il a été créé par Marc Miller, avec l'aide de Frank Chadwick, John Harshman et Loren K. Wiseman. Traveller est le troisième jeu de rôle ayant comme thème la science-fiction, les premiers étant Metamorphosis Alpha (en) et Starfaring (en), tous deux publiés en 1976.
Les joueurs se baladent entre différents systèmes stellaires et s'engagent dans des activités d'exploration, de commerce et de batailles de surface ou dans l'espace. La progression des personnages ne se concentre pas sur leurs aptitudes personnelles mais sur leurs accomplissements, sur leurs découvertes, sur leurs succès financiers, leurs titres ou leur pouvoir politique. La création de personnage est particulièrement longue et hasardeuse, pouvant même déboucher sur le décès prématuré du personnage.
Les inspirations dominantes étaient la SF de l'Âge d'or, notamment un grand Empire interstellaire comme dans les romans d'Isaac Asimov ou dans Dune de Frank Herbert. Le jeu se voulait ouvert à plusieurs univers de SF possibles mais était accompagné d'un arrière-fond, l'Imperium qui se développa au fil des années depuis 1977 et qui doit être l'un des univers de SF les plus détaillés.

## Règles et éditions

### Classic Traveller
La première édition de 1977 se présente comme d'austères petits livrets noirs ( « little black books »), presque sans illustrations, ce qu'on appelle rétroactivement Classic Traveller. Le système est assez simple et modulaire, utilisant deux dés à six faces. Il faut faire plus qu'un certain score avec des modificateurs de caractéristiques et de compétences. L'originalité du système est qu'il ne repose pas sur une classe de personnage comme Donjons et Dragons, mais sur des compétences. Le personnage est créé avec 6 caractéristiques tirées avec 2 dés à six faces. Les caractéristiques sont notées en hexadécimal, ce qui permet d'utiliser un seul chiffre sur la feuille de personnage (A=10, B=11, …).
À la création du personnage, le joueur choisit combien de temps il alloue pour que son personnage accomplisse son service dans des organisations militaires comme la Navy, l'Armée ou les Scouts (ou des organisations civiles, ou la pègre). Il peut choisir des voies risquées et obtenir des récompenses intéressantes ou bien des voies plus sécures. Cette sorte de mini-jeu de hasard préalable au jeu a obtenu une renommée dans la culture populaire du jeu de rôle car il y avait toujours une chance de voir son personnage mourir pendant sa création.
Les autres règles montrent comment créer des vaisseaux spatiaux, des mondes et des animaux. Toutes les valeurs sont uniformisées en un code hexadécimal conventionnel.
Selon Marc Morzin, les règles de Traveller étaient "austères et schématiques", et son univers très peu détaillé. Traveller a pourtant marqué une étape importante dans l'histoire du jeu de rôle, en l'ouvrant sur un univers de science-fiction. 

### MegaTraveller
En 1987, GDW publie une nouvelle édition appelée MegaTraveller. Du point de vue des règles, il y a principalement une rationalisation des divers suppléments et un système de « tâches » (venu de Twilight 2000) pour évaluer plus à la fois si l'action réussit, le temps nécessaire à son accomplissement et la qualité de la réussite. Au niveau de l'univers de jeu, le grand changement est que l'Imperium est désormais en guerre civile après l'assassinat de l'Empereur Strephon.

### Traveller: The New Era
En 1993, Frank Chadwick écrit une nouvelle version, Traveller: The New Era, qui se situe après la guerre civile, alors qu'un virus informatique a détruit toute la civilisation de l'Imperium et que les planètes sont isolées et à redécouvrir. Cette édition prend fin avec la faillite de la compagnie GDW.

### Marc Miller's Traveller
En 1996, Marc Miller écrit une quatrième édition, appelée Marc Miller's Traveller ou T4. Il propose de reprendre l'univers de Traveller aux origines de l'Empire, dans une période qui est sauvage comme celle de New Era mais sans les aspects cyberpunks sombres de ce dernier jeu. Dans sa critique, Tristan Lhomme décrit cette version comme "une boîte à outils pour jouer des scénarios de space opéra de votre composition", fournissant un système de règles "solide, fonctionnel et très détaillé".
Traveller existe aussi dans une version avec les règles de GURPS (1998) qui se déroule dans un passé alternatif avant le Virus, après la version Classic Traveller mais sans que l'Empereur soit assassiné comme dans MegaTraveller.
Il existe aussi une autre version qui utilise un système basé sur un dé à 20 faces, Traveller T20 (2002). Les règles sont celles d'un jeu avec classes de personnages comme D&D et les personnages peuvent être des Universitaires, Barbares, Prospecteurs d'astéroïdes, Mercenaires, Marchands, Nobles, Profession libérale, Bandit, Chasseur de grands fauves, Pilote, Voyageur ou Explorateur. L'univers de l'Imperium est peu détaillé mais il existe une description du secteur Gateway.

### Mongoose Traveller
En juin 2008, Mongoose Publishing publie une nouvelle gamme pour Traveller, surnommée Mongoose Traveller. Cette gamme utilise des règles similaires au Classic Traveller avec certaines modifications. L'univers du troisième Imperium est repris du Classic Traveller. Le moteur du système est publié sous licence ludique libre dans un document de référence du système (DRS, anglais : SRD, system reference document).
On annonce encore d'autres éditions. Marc Miller prépare T5, dont le développement peut être suivi sur un site internet. GURPS va donner GURPS Interstellar Wars, qui se déroulera aux origines de l'univers de Traveller, à la fondation du Second Empire, au XXIIIe siècle.
En 2016, Jason « Flynn » Kemp publie une version du DRS appelée Cepheus Engine chez Samardan Press.
En 2024, l'éditeur Modül lance une campagne de financement participatif pour la traduction de Mongoose Traveller en français.

## Traductions
Traveller, dans sa version classique, a été traduit : 
- en allemand au milieu des années 1980 par Fantasy Productions, avec une vingtaine de suppléments et d'aventures ;
- en espagnol à la fin des années 1980 par Diseños Orbitales, avec quelques suppléments ;
- en japonais dans les années 1980 par Hobby Japan, et dans les années 2000 par Kokusaitsushin-sya.

En 2010, Mongoose Publishing a publié une traduction française de sa version de Traveller.

## Univers
L'univers de l'Imperium était censé être assez générique mais il a acquis certains traits propres.
L'Imperium se déroule dans un lointain, lointain futur (dans environ trois milliers d'années) où l'humanité a eu le temps de se répandre à travers des centaines de milliers de mondes. C'est un Empire assez décentralisé où les systèmes peuvent avoir des gouvernements très différents.
La technologie date de la « vieille » SF avant la vogue cyberpunk. Les ordinateurs n'ont pas d'Intelligence artificielle (sauf dans The New Era) et pas de nanotechnologies. Les vaisseaux peuvent faire des « sauts » pour aller plus vite que la lumière, mais ils vont seulement à 1 à 6 parsecs par semaine. Il n'y a pas de communication supra-luminique sans ces vaisseaux (et le transport de courrier audio ou vidéo est donc redevenu le moyen de communication). Il faut au minimum des mois pour avoir des nouvelles de la Capitale impériale quand on est dans les Frontières.
Les personnages jouent généralement des marchands ou mercenaires assez âgés (plus on commençait vieux, plus on avait de compétences), payant les traites de leurs vaisseaux, faisant de la contrebande et du trafic, explorant les mondes. Tout le monde joue donc des Han Solo cyniques, mais on ne joue généralement pas de Luke Skywalker rebelles (sauf peut-être à l'époque de la Rébellion dans MegaTraveller). L'Empire n'est pas vu comme fondamentalement tyrannique, tout au plus parfois corrompu et inégalitaire dans un cadre de jeu résolument cynique et amoral.
Les personnages ont la possibilité d'utiliser des drogues pour améliorer leurs capacités physiques et mentales.
L'Empire est en guerre contre le Consulat Zhodani, une civilisation aristocratique fondée sur les pouvoirs psioniques. Cela a pour conséquence que les pouvoirs psis sont très mal vus dans l'Imperium et que tout télépathe est considéré comme un traître vendu aux Zhodanis. Cette intolérance permet de garder un certain équilibre si des personnages ont de tels pouvoirs, car ils devront les dissimuler.
L'espèce dominante est l'humanité. Elle se divise notamment en Impériaux (tolérants, sauf pour les psis), en Solomani (descendants de Terriens racistes et xénophobes), Zhodani (humains fondant toute leur société sur les psioniques). Il existe également des peuples humains mineurs, comme les Darrians (d'aspect « elfique ») à qui un ouvrage entier fut consacré.
Outre l'Humanité, il existe aussi d'autres races majeures, qui ont eu accès à la technologie du Saut assez tôt pour se répandre dans l'univers : 
- Les Aslans : des créatures qui ressemblent à des félins humanoïdes.
- Les Droynes : de petits reptiles ailés, télépathes.
- Les Hivers : des créatures manipulatrices qui ressemblent à des étoiles de mer.
- Les K'kree : des centaures herbivores, qui ont un dégoût instinctif contre tout carnivore.
- Les Vargrs : des canidés bipèdes, issus de manipulations génétiques.

À côté de ces races majeures, il existe de nombreuses autres races dites mineures, dont :
- Les Chirpers, cousins primitifs des Droynes.
- Les Vegans, une race voisine de notre Terre.

NB : Le jeu Traveller 2300AD ne se déroule pas dans l'univers de Traveller mais dans le futur de celui de Twilight 2000. Il fut ensuite réédité sous le titre moins trompeur de 2300AD.